# エブロボ山
エブロボ山（エブロボさん、インドネシア語: Gunung Ebulobo）は、インドネシア・フローレス島の中央南部に位置する成層火山である。